# Reto Fierz
Reto Fierz (8 de noviembre de 1968) es un deportista suizo que compitió en remo. Ganó dos medallas de plata en el Campeonato Mundial de Remo, en los años 1989 y 1993.

## Palmarés internacional
| Campeonato Mundial | Campeonato Mundial       | Campeonato Mundial | Campeonato Mundial        |
| Año                | Lugar                    | Medalla            | Prueba                    |
| ------------------ | ------------------------ | ------------------ | ------------------------- |
| 1989               | Bled (Yugoslavia)        | Medalla de plata   | Cuatro scull ligero       |
| 1993               | Račice (República Checa) | Medalla de plata   | Cuatro sin timonel ligero |